# Ragöse
Die Ragöse (auch Ragöser Fließ) ist ein rund 13 Kilometer langer Bach im Biosphärenreservat Schorfheide-Chorin im Brandenburger Landkreis Barnim.
Zwei Quellarme des Fließes liegen westlich von Golzow, einem Ortsteil der Gemeinde Chorin. Einen weiteren Quellbach bildet der ursprünglich natürliche Abfluss des Choriner Amtssees am ehemaligen Zisterzienserkloster Chorin. Dieser Bacharm wird heute auf vielen Karten als Nettelgraben bezeichnet, während historische Untersuchungen auch bei diesem Arm von der Ragöse oder vom Oberlauf der Ragöse sprechen. Oberhalb der Mündung des Nettelgrabens bildet die Ragöse einen Sandgeprägten Tieflandbach, in ihrem weiteren Verlauf ein Seeausflussgeprägtes Fließgewässer. Die Ragöse entwässert in ihrem Verlauf die Feuchtgebiete bei den Choriner Ortsteilen Sandkrug und Neuehütte und mündet nach der Unterquerung des Ragöser Damms/Oder-Havel-Kanals auf dem Stadtgebiet von Eberswalde nahe der Ragöser Schleuse linksseitig in den Finowkanal.

## Ersterwähnungen und Etymologie

### Rogosene
Die erste bekannte Erwähnung des Flusses stammt aus dem Jahr 1277 als riuulum Rogosene. 1300 findet sich die Bezeichnung in rivum Rogösen, 1317 der Eintrag supra aquam Rogose und 1340 fluvium, dictum Rogose. Ein Dokument aus dem Jahr 1483 enthält den Vermerk die Rogöse. Bereits 1258 verzeichnete die markgräfliche Stiftungsurkunde für das Kloster Mariensee (Vorgängeranlage des Klosters Chorin) das ursprünglich slawische Dorf Ragösen an der Ragöser Mühle (molendinum Rogosen, 1375) bei Sandkrug als villas … Rogosene. Das Dorf Ragösen ist heute nicht mehr vorhanden, in der Nähe befinden sich einige Eigenheime sowie eine Gaststätte, die zum Ort Sandkrug gehören.
Rogosene wird der altpolabischen Grundform Rogoz’n zu rogoz = Rohrkolben, Schilf zugeordnet. Aus dem westslawischen Sprachgebiet sind mindestens 44 entsprechende Namen bekannt, darunter das obersorbische Wort rohodź oder das niedersorbische rogož für Rohrkolben. Hinsichtlich des Dorfes Ragösen bedeutet Rogosene laut Reinhard E. Fischer Ort, wo Schilf wächst.

### Lupanitz/Limnitz – Oberlauf
Bei den Slawen hieß der heutige Oberlauf der Ragöse Lupanitz. Laut Eva Drieschner stimmen die heutigen Wasserläufe nicht mit der Bezeichnung und Gestaltung des Gewässernetzes in slawischer Zeit überein. So sei die Bezeichnung des Golzower Oberlaufs als Ragöse bis zur Vereinigung mit dem Nettelgraben eigentlich falsch, auch wenn sie im Messtischblatt enthalten sei. Das Urmesstischblatt habe hier ein Trockental ohne Benennung verzeichnet. Dieser Flussteil ist in einer Urkunde von 1277 als fluvium Lupanitz erwähnt und noch 1972 hätten die Einwohner der umliegenden Gegend diesen Flussteil nur als Limnitz gekannt. Der tatsächliche historische Oberlauf der Ragöse (beziehungsweise das Fließ, das man in historischer Zeit dafür ansah) habe eher im Bereich des späteren Nettelgrabens gelegen und sei in der Urkunde im Gegensatz zum fluvium Lupanitz lediglich als rivulus = Bach bezeichnet worden.
Das Brandenburgische Namenbuch (Gewässernamen) verzeichnet für den Oberlauf der Ragöse den Limnitzgraben und führt eine Erwähnung bereits für 1258 mit in riuulum Lupanitz an. Das Erbregister des Amtes Liebenwalde enthielt 1589 den Eintrag den Lebbenitz. Zur Etymologie wird die altpolabische Grundform Lupanica zu lupiti, lupati = schinden, schälen, reißen angegeben.

## Geologie
Das Golzower Quellgebiet liegt am Südrand der Pommerschen Endmoränen der Weichseleiszeit-Gletscher und des Choriner Quellsees am Endmoränenbogen Chorin, der zur Pommerschen Staffel gehört. Der Golzower Quellarm durchfließt zu Beginn glazifluviatile Sande und Kiese der Sander aus dieser Staffel. Nach dem Zusammenfluss mit dem Arm aus dem Choriner See nutzt das Fließ eine heute sumpfige Schmelzwassersenke, nach G. Berendt (1887) Das Choriner Schmelzwasser zwischen Chorin und dem Eberswalder Urstromtal, die vorwiegend aus Torf und Moorerde besteht. Im Mündungsgebiet herrschen mächtige Sand- und Kiessandschichten mit gelegentlichen Lehm- oder Schlufflinsen vor, der Grundwasserspiegel ist mit 1,5 bis 4 Metern vergleichsweise sehr flach.

## Klima

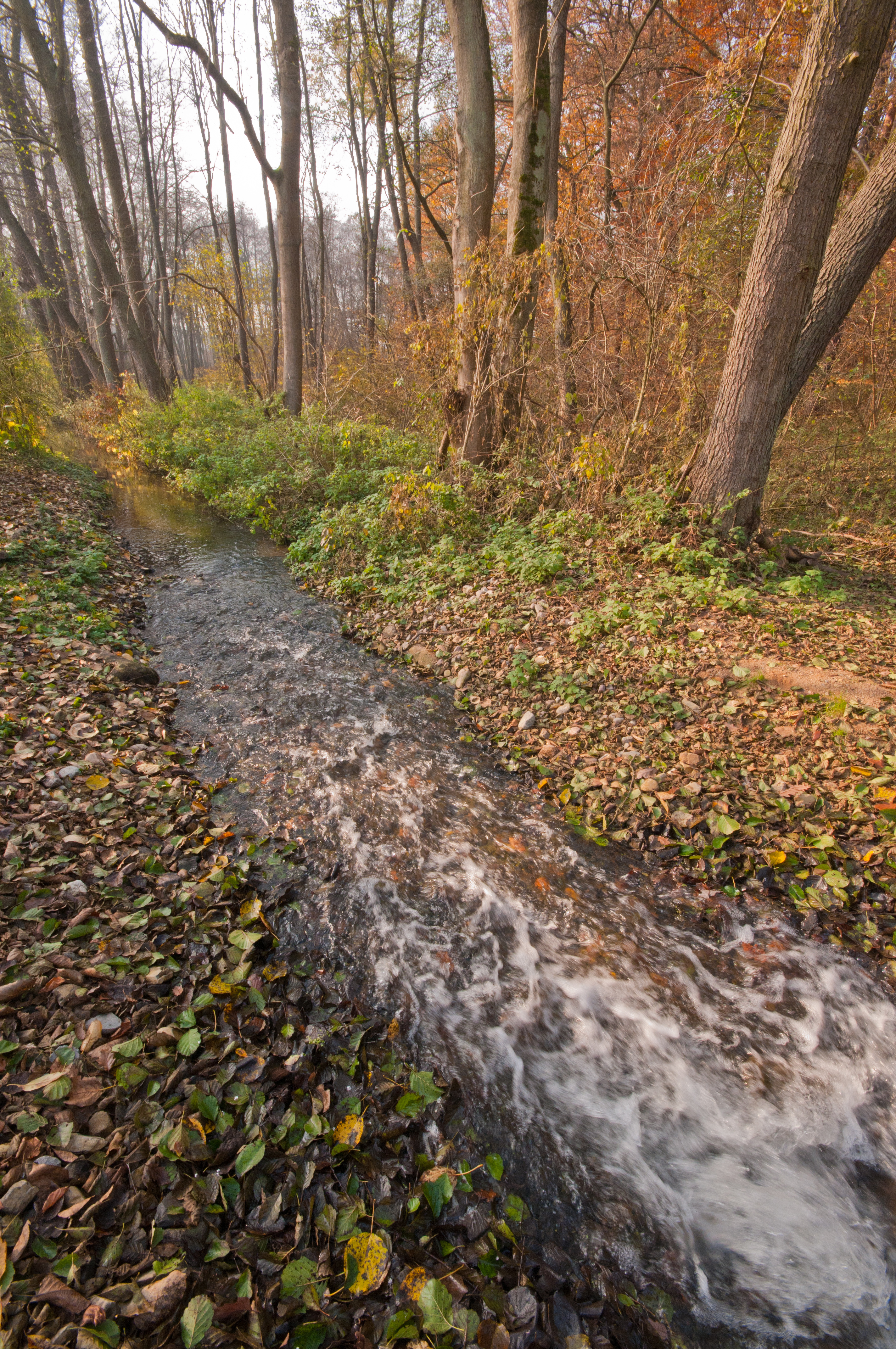
Die Ragöse im Mittellauf etwa auf Höhe der ehemaligen Ragöser Mühle

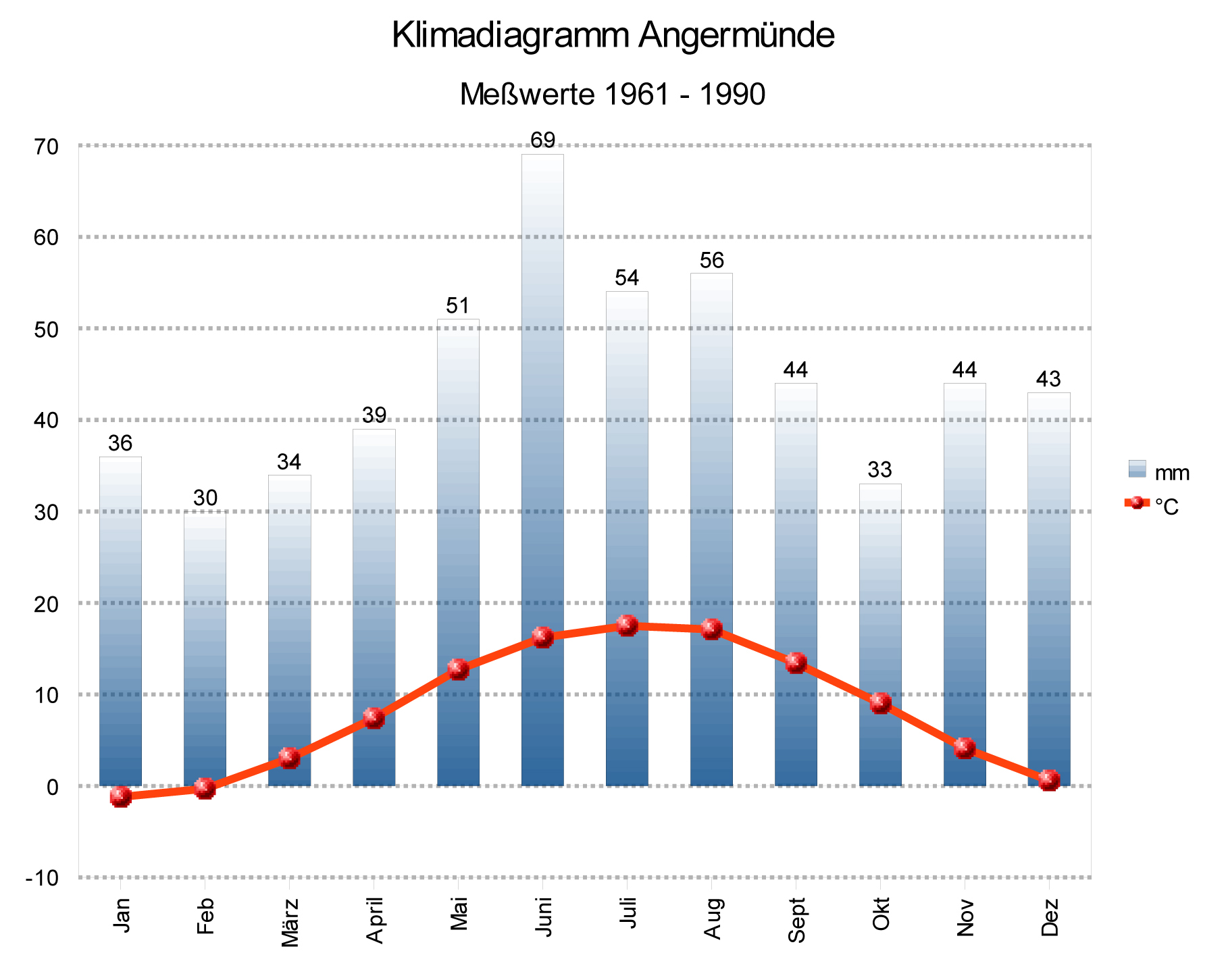
Klimadiagramm

Die Ragöse befindet sich in der gemäßigten Klimazone. Die durchschnittliche Jahrestemperatur im nahen Angermünde beträgt 8,3 °C und die mittlere jährliche Niederschlagsmenge 532 mm. Die wärmsten Monate sind Juli und August mit durchschnittlich 17,5 beziehungsweise 17,1 °C und die kältesten Januar und Februar mit −1,2 beziehungsweise −0,3 °C im Mittel. Der meiste Niederschlag fällt im Juni mit durchschnittlich 69 mm, der geringste im Februar mit durchschnittlich 30 mm. Die Ragöse verläuft weite Strecken auf dem Hochplateau der Endmöräne und dort in ausgedehnten Waldgebieten. So ist sie relativ geschützt vor starken Winden.
Die Ragöse friert in strengen Wintern zu, manchmal friert sie auch komplett durch. Aufgrund der für Brandenburg verhältnismäßig hohen Fließgeschwindigkeit friert der Bach erst bei starken Minusgraden zu. Bei einem durchschnittlichen Gefälle von 0,38 % beträgt die durchschnittliche Fließgeschwindigkeit im Mündungsgebiet 0,4 m/s, die Durchflussmenge ist 0,5 m³/s. Bis auf die Mündung liegt die Ragöse nördlich oberhalb des nach der Stadt Eberswalde benannten Eberswalder Urstromtals, welches in der jüngsten, der Weichsel-Eiszeit entstanden ist. Da sich der Mündungsfluss Finow kräftig in den Boden des Urstromtales eingeschnitten hat, liegt diese deutlich tiefer als der eigentliche Boden des Urstromtales.

## Verlauf und Mühlen

### Golzower Quellarme

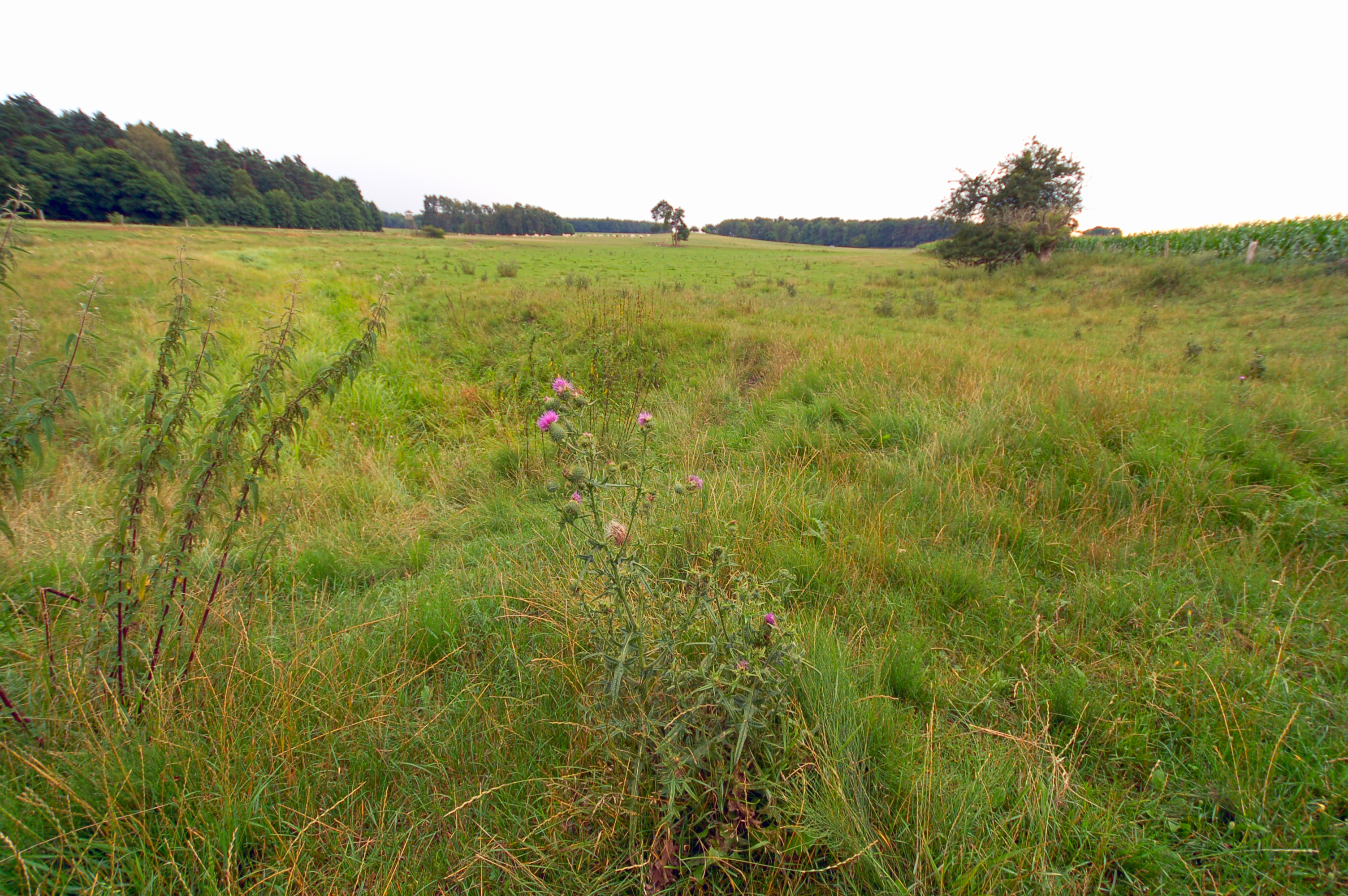
Der nördliche der Golzower Quellarme ist im Sommer 2010 trocken

Die Quellarme liegen östlich neben dem Haltepunkt Golzow der Bahnstrecke Eberswalde–Joachimsthal der Ostdeutschen Eisenbahn GmbH (Linie RB 63 des Verkehrsverbundes Berlin-Brandenburg – VBB). Sie sind rund einhundert Meter voneinander entfernt, umfließen in verschiedener Richtung einen kleinen von Büschen und kleinen Bäumen bewachsenen Hügel und strömen nach wenigen hundert Metern zusammen. Die Ragöse verläuft am Westrand des Forstes Chorin nach Süden und wendet sich nach rund drei Kilometern nach Südosten durch den Forst. Der Bach unterquert etwa zwei Kilometer südwestlich von Chorin die Bahnstrecke Berlin–Szczecin (Stettiner Bahn) und erreicht eine sumpfige Rinne. In dem Feuchtgebiet nimmt das Fließ nach einem Verlauf von insgesamt rund sechs Kilometern kurz vor der Ragöser Mühle den Abfluss aus dem Amtssee auf. Die Golzower Quellarme sind in warmen Sommern regelmäßig trocken und füllen sich erst wieder im regenreicheren Herbst. Genaue Quellen sind schwer auszumachen, die Quellarme beginnen inmitten einer Wiese.

### Abfluss Amtssee

#### Durchstich und Nettelgraben

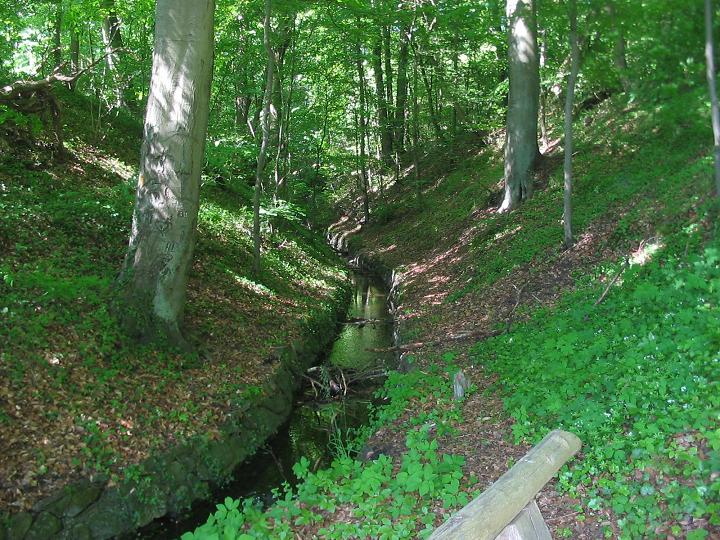
Durchstich zur Ragöse am Choriner Amtssee, von den Zisterziensern des Klosters Chorin wahrscheinlich im 15. Jahrhundert angelegt

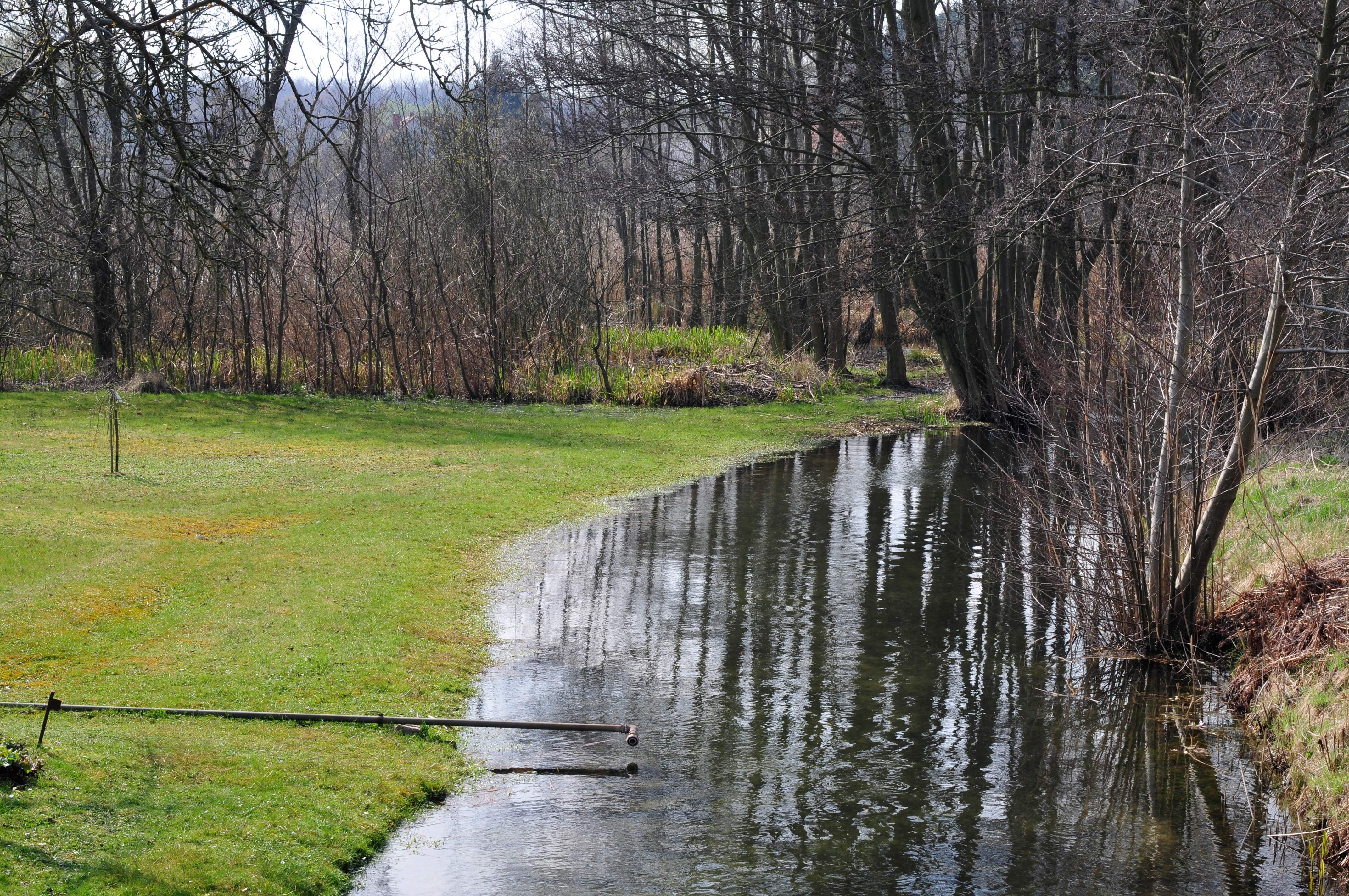
Verbindungsgraben zwischen Parsteiner und Weißem See; im Hintergrund versumpftes Ufergebiet des Weißen Sees (Ortslage Brodowin)

Bis in das 15. Jahrhundert bildete der von Wolfgang Erdmann so bezeichnete Oberlauf der Ragöse (Mühlengraben) den natürlichen Abfluss des Amtssees und führte an der Süd- und Westseite in einem Bogen um das Kloster Chorin herum, das die Zisterzienser spätestens ab 1273 am Seeufer errichtet hatten. Steigende Wasserstände veranlassten die Mönche, wahrscheinlich im 15. Jahrhundert, zu einem 200 Meter langen geraden Grabendurchstich vom westlichen Seeufer direkt zum auch hier als Ragöse bezeichneten Bach auf der Klosternordseite. Das Bett des ehemaligen Ragöseoberlaufs an der Klostermühle schütteten sie später zu.
Den Abfluss vom Choriner See (Amtssee) bis zum Zusammenfluss der Bäche vor der Ragöser Mühle bezeichnen viele Karten als Fortsetzung des Nettelgrabens. Einen künstlich angelegten Graben bildet hier allerdings lediglich der 200 Meter lange Durchstich. Der eigentliche Nettelgraben hingegen stammt bereits aus dem 13. Jahrhundert und verläuft an einer anderen Seeseite. Diesen Wassergraben hatten die Mönche in einer Zeit angelegt, als die Wasserstände noch deutlich niedriger waren, um dem See mehr Wasser zur Versorgung des Klosters und der Wassermühlen an der Ragöse zuzuführen. Der Nettelgraben führte und führt noch heute vom Nordufer des Amtssees nach Nordosten zum höher gelegenen und heute isolierten Weißen See, der zur Zeit der Grabenanlage eine Bucht des Parsteiner Sees bildete. Weißer und Parsteiner See sind heute auf einem Wasserniveau und durch einen Graben verbunden, der unter der Dorfstraße von Brodowin hindurchführt.
Damit entwässert die Ragöse in der Fortführung des Nettelgrabens über den Amtssee auch den Parsteiner See, das größte Gewässer im Biosphärenreservat. Allerdings fällt der Nettelgraben heute gelegentlich trocken, da entsprechende Schutzmaßnahmen der Reservatsverwaltung die Austrocknung insbesondere der Feuchtgebiete im Totalreservat Plagefenn verhindern sollen. Das Plagefenn ist jedoch nicht im Fließsystem von Parsteiner See und Nettelgraben integriert, es entwässert die Plageseen nach Süden Richtung Liepe in den Finowkanal. Die dabei abgeführte Wassermenge ist sehr gering und würde im Kreislauf der Ragöse ohne nennenswerten Einfluss bleiben. Zur Zeit des Baus der Bewässerungsanlagen zwischen Parsteiner See und Amtssee waren alle genannten Seen jedoch noch miteinander verbunden.

#### Klostermühle

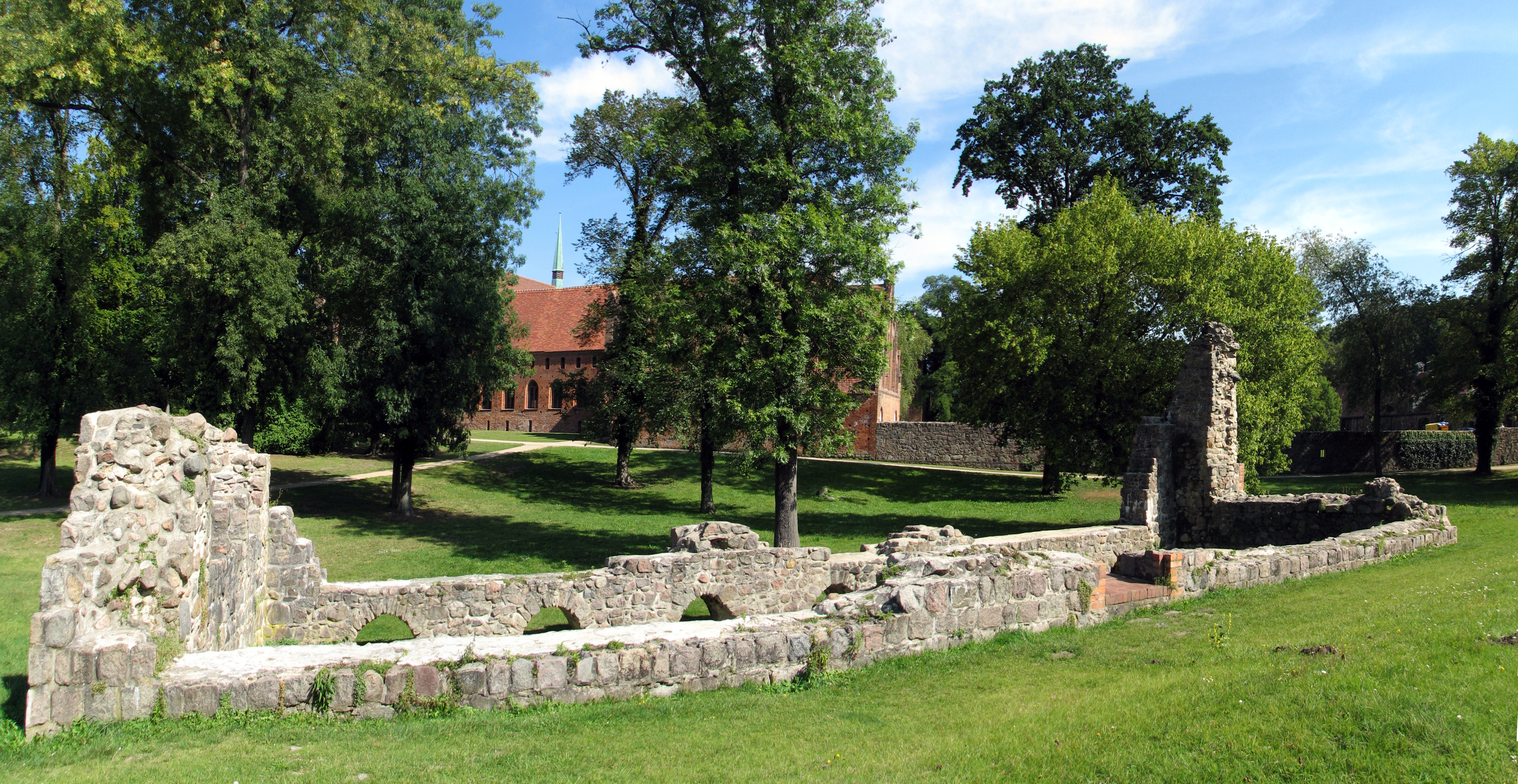
Klostermühle des Klosters Chorin

Die spätere Klostermühle bestand bereits zur Zeit der Klostergründung als Mühle des Alexander und gehörte laut Stiftungsurkunde von 1258 zur Gründungsausstattung des Klosters. Von dieser slawischen Mühle sind heute nur noch wenige Überreste in den Fundamenten der Ruine der Klostermühle erhalten. Die slawische Mühle war sehr wahrscheinlich nicht viel kleiner als die spätere askanische. Die Askanier errichteten ihre Bauwerke gerne auf abgerissenen oder zerstörten Bauten der Slawen, bei dem Kloster Mariensee sowie dem Hauptschiff im Kloster Chorin verfuhren sie ebenso. Die Zisterzienser stellten hohe Ansprüche an gutes Trinkwasser und Hygiene. Da sie ihre Klöster zudem wie Kleinstädte führten, bestand ein hoher Bedarf an der Versorgung mit Wasser. Sie ersetzten deshalb noch vor ihrem Umzug vom Parsteiner See an den Choriner See die Alexandermühle durch ein leistungsfähiges Großgebäude, das als Maschinenhalle oder Werkhaus über herkömmliche Wassermühlen weit hinausging. Die hochentwickelte Mühlenbautechnik des Ordens nutzte zudem bald nach ihrer Erfindung im 12. Jahrhundert Nockenwellen/Zapfenwellen für Auf- und Abbewegungen, sodass die Halle neben dem Mahlen und Zerschroten von Getreide und Braugerste auch zum Hämmern, Stampfen, Walken, Ölschlagen oder zur Rindenzerfaserung genutzt wurde. Drehbewegungen ermöglichten das Drechseln und Schleifen. Sehr wahrscheinlich drehten sich auf Wellenbäumen außen sieben große wassergetriebene Schaufelräder und innen die zur Kraftübertragung notwendigen Kammräder. Die Klostermühle steht heute nur noch als Ruine.

### Durch Feuchtgebiete zur Ragöser Mühle
Nach dem Durchstich hinter dem Kloster fließt der Seeabfluss Ragöse durch eine waldreiche Landschaft nach Südwesten in ein Bruchgebiet mit kleineren Seen wie dem Großen Hopfengartensee und Teichen, die er teilweise durchströmt. Nach einem Schwenk nach Süden erreicht er nach rund drei Kilometern das Ragöser Fließ, das von Golzow kommt. Kurz nach seiner Vereinigung nimmt der Bach das Kalte Wasser auf, eine gegenläufige längere Bachrinne, die an der Eberswalder Lichterfelder Siedlung beginnt und der Ragöse nach Nordosten durch ein Feuchtgebiet mit dem Kleinen Stadtsee, Großen Stadtsee und dem See Kaltes Wasser zufließt. Die Ragöse fließt weiter nach Süden und westlich am Großen Heiligen See vorbei. Auch die Wasser dieses Sees und der umliegenden Feuchtgebiete nimmt sie über einen kleinen Bach auf. Kurz danach erreicht sie die Ragöser Mühle, die zum Choriner Ortsteil Sandkrug gehört.

### Ragöser Mühle

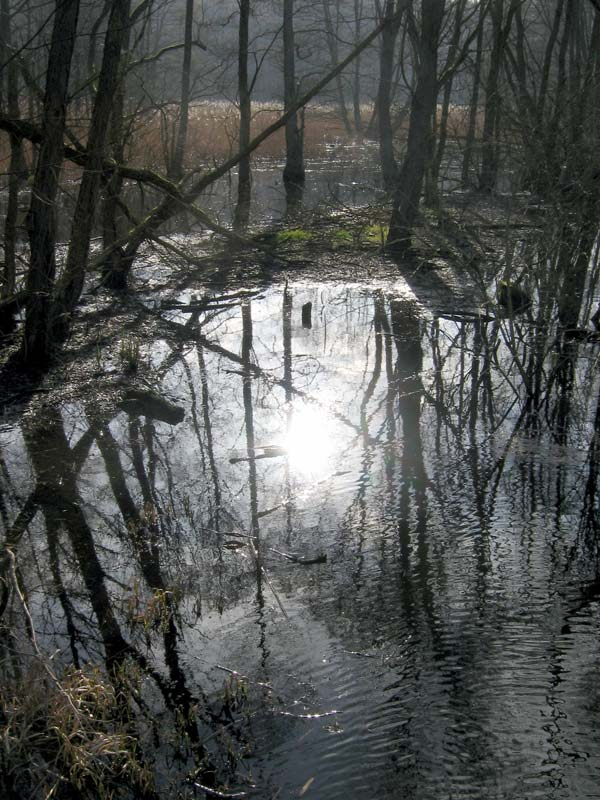
Ragöse nach der Unterquerung der B 2

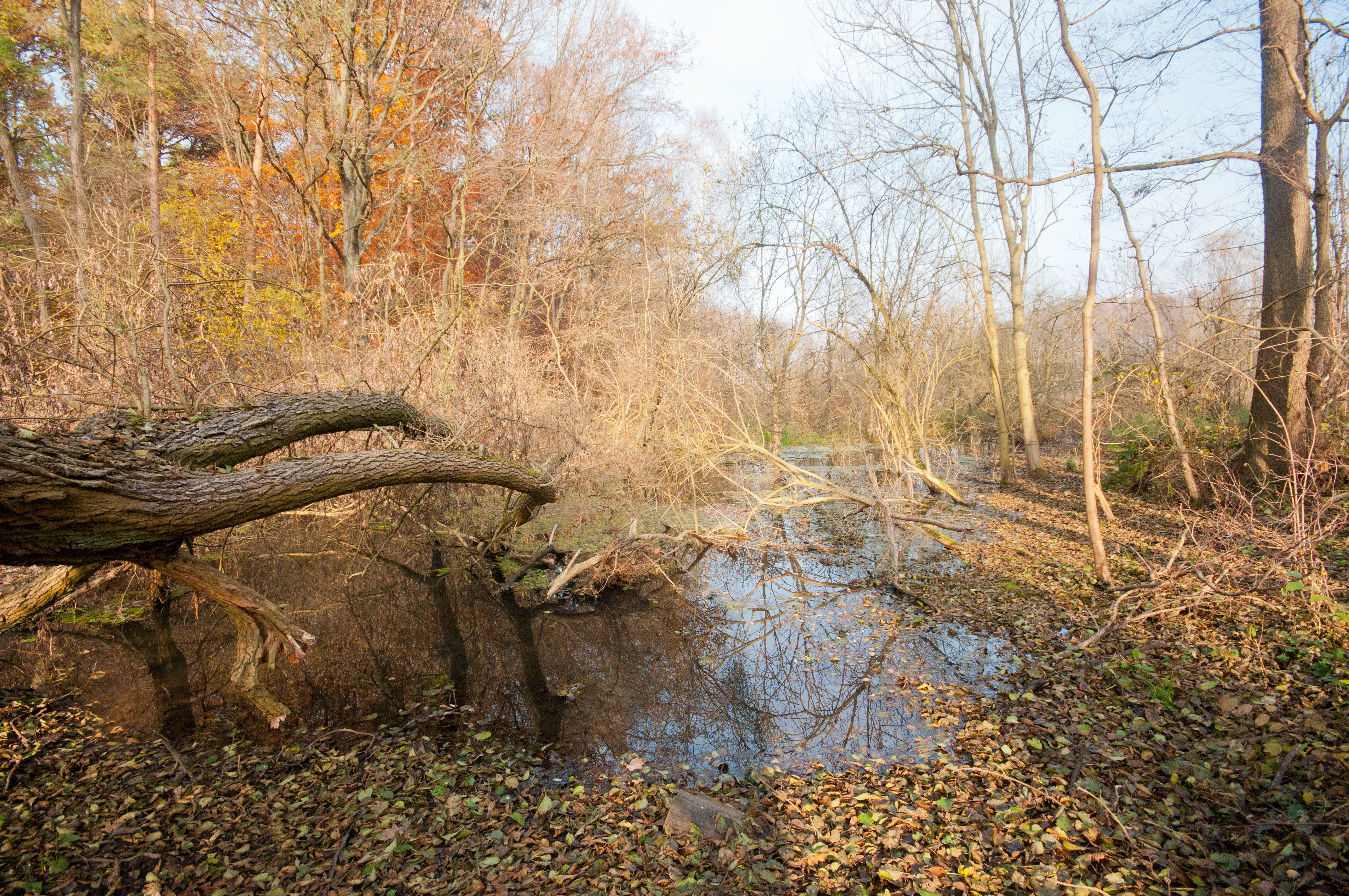
Neu entstehendes Moorgebiet am ehemaligen Standort der Ragöser Mühle

Auch diese Mühle am nicht mehr vorhandenen und namensgebenden Dorf Villas … Rogosene bestand bereits vor 1258 und gehörte gleichfalls zur Gründungsausstattung des Klosters Chorin. Der genaue Standort ist nicht mehr zu ermitteln und wahrscheinlich hat sie schon zu Beginn des 14. Jahrhunderts nicht mehr existiert. Die im Landbuch Karls IV. von 1375 verzeichnete molendinum Rogosen ist sehr wahrscheinlich bereits ein Nachfolgebau. Auch diese Mühle und weitere Folgebauten sind nicht mehr vorhanden. Heute existiert als Ragöser Mühle ein neugebautes Hotel.
In einigen geschichtlichen Darstellungen findet sich für die Ragöser Mühle die Bezeichnung Mühle des falschen Waldemar. Danach entdeckten die Choriner Mönche in der Mühle angeblich den Müllerburschen, der dem verstorbenen, letzten askanischen Markgrafen Waldemar sehr ähnlich gewesen sein soll und den sie in den instabilen Übergangszeiten von den Wittelsbachern zu den Luxemburgern aus machtpolitischem Kalkül als Falschen Woldemar wiederauferstehen ließen. Angeblich bereiteten sie den Müller im Kloster intensiv auf seine Rolle vor und statteten ihn mit Kleid und Ring des echten Waldemar, der im Kloster begraben liegt, aus. Diese Darstellung über den Ursprung des Falschen Woldemar, die einige Mühlen ähnlich für sich in Anspruch nehmen, ist nicht viel mehr als eine Sage, deren Wahrheitsgehalt bereits Theodor Fontane zurückwies: „[…] daß man dem Kloster zuviel Ehre antut, wenn man ihm, wie geschehen, nachredet, daß es […] an der Rückkehr und Restituierung Waldemars, nötigenfalls irgendeines Waldemars, gearbeitet habe“.
Kurz hinter der Ragöser Mühle haben Biber in den Jahren nach 2000 den Flusslauf der Ragöse immer wieder angestaut, was dazu geführt hat, dass im Bereich der Querung der Bundesstraße 2 ein ausgedehntes Sumpfgebiet entstanden ist, der Wasserspiegel ist hier deutlich wahrnehmbar gestiegen. Die Unterquerung der Bundesstraße ist dafür nicht ausgelegt und stößt an ihre Kapazitätsgrenzen.

### Hochmoor- und Fenngebiete bei Neuehütte
Nach der Ragöser Mühle unterquert die Ragöse die Bundesstraße 2 und fließt durch Polenzwerder auf der Westseite des Naturschutzgebietes Fettseemoor und der Mönchsheide weiter nach Süden zum Choriner Ortsteil Neuehütte. Auch hier stand eine Mühle, die im 16. Jahrhundert unter dem Namen Weitlage ein Vorwerk der nahen Stadt Eberswalde bildete. Um 1800 ersetzte eine Glashütte das Vorwerk. Die Ragöse nimmt bei Neuehütte die Wasser der umliegenden Hochmoor- und Fenngebiete sowie den Abfluss des nahegelegenen 2,6 ha umfassenden Bachsees auf. Nach rund 500 weiteren Metern durch die Mönchsheide erreicht das Fließ den Oder-Havel-Kanal.

### Ragöser Damm und Mündung

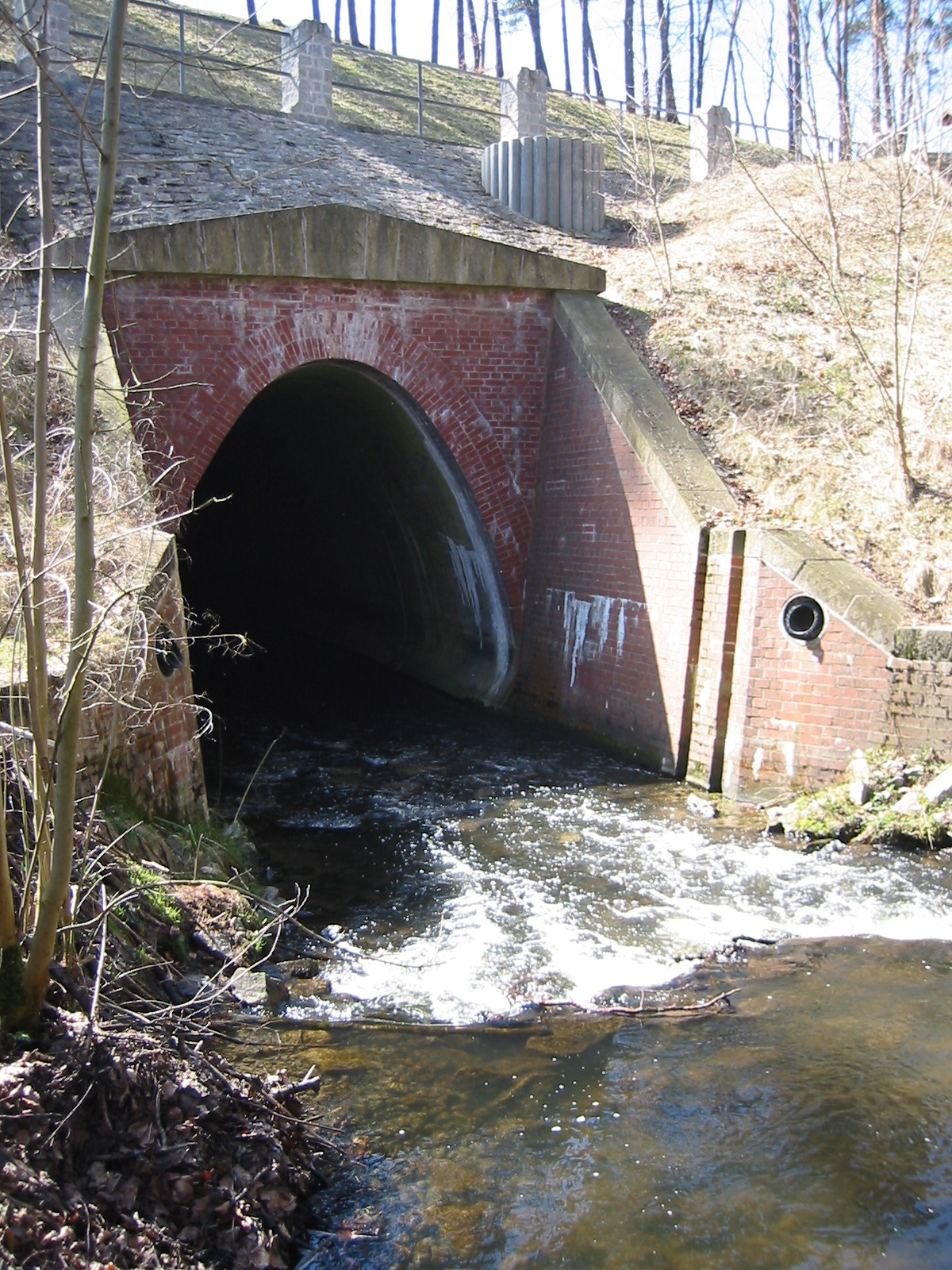
Ragöser Damm mit Ragöse-Durchfluss

Der höchste Kanaldamm Europas hat eine Länge von 800 Metern und wurde im Zuge des Baus des Oder-Havel-Kanals in den Jahren von 1906 bis 1911 errichtet, um den Höhenunterschied im Tal der Ragöse auszugleichen. Für den Damm wurden eine Million Kubikmeter Boden aufgeschüttet. Die Ragöse unterquert den Oder-Havel-Kanal ungefähr in der Mitte des Dammes (OHK 71,6). Der Ragösedurchlass aus dem Jahr 1908 hat ein Maulprofil, eine Breite von 4,20 Metern sowie eine Höhe von 4,30 Metern. Die Länge betrug ursprünglich 156,30 Meter. 38 Betonringe mit unterschiedlichen Stärken in Abhängigkeit zur Höhe der Überschüttung bilden die Röhre. Damals waren sogar Kahnfahrten durch die Tunnelröhre gestattet. 1997/98 wurden Sicherungsmaßnahmen am Durchlass durchgeführt.
Rund 600 Meter nach dem Damm erreicht die Ragöse vorbei am Mönchsberg das Eberswalder Urstromtal und passiert an der Brücke der Landstraße 291 (ehemalige Aktienchaussee von Eberswalde nach Oderberg) das denkmalgeschützte Chausseehaus Mönchsbrück aus den 1850er Jahren. Hier wendet sie sich nach Osten und fließt mit einem Teil ca. 200 Meter unterhalb der Ragöser Schleuse in den Finowkanal. Ein anderer Teil, der Abfluss einer ehemaligen Fischerei, mündet kurz hinter der Ragöser Schleuse in die Wasserstraße.

## Ökologie, Flora und Fauna
Als Bestandteil des Biosphärenreservats Schorfheide-Chorin sind auch die Ragöse und ihre Umgebung Gegenstand der umfangreichen Schutzmaßnahmen der Reservatsverwaltung für die Flora, Fauna und den Wasserhaushalt des Gebietes und seiner Biotope.

### NSG Fettseemoor

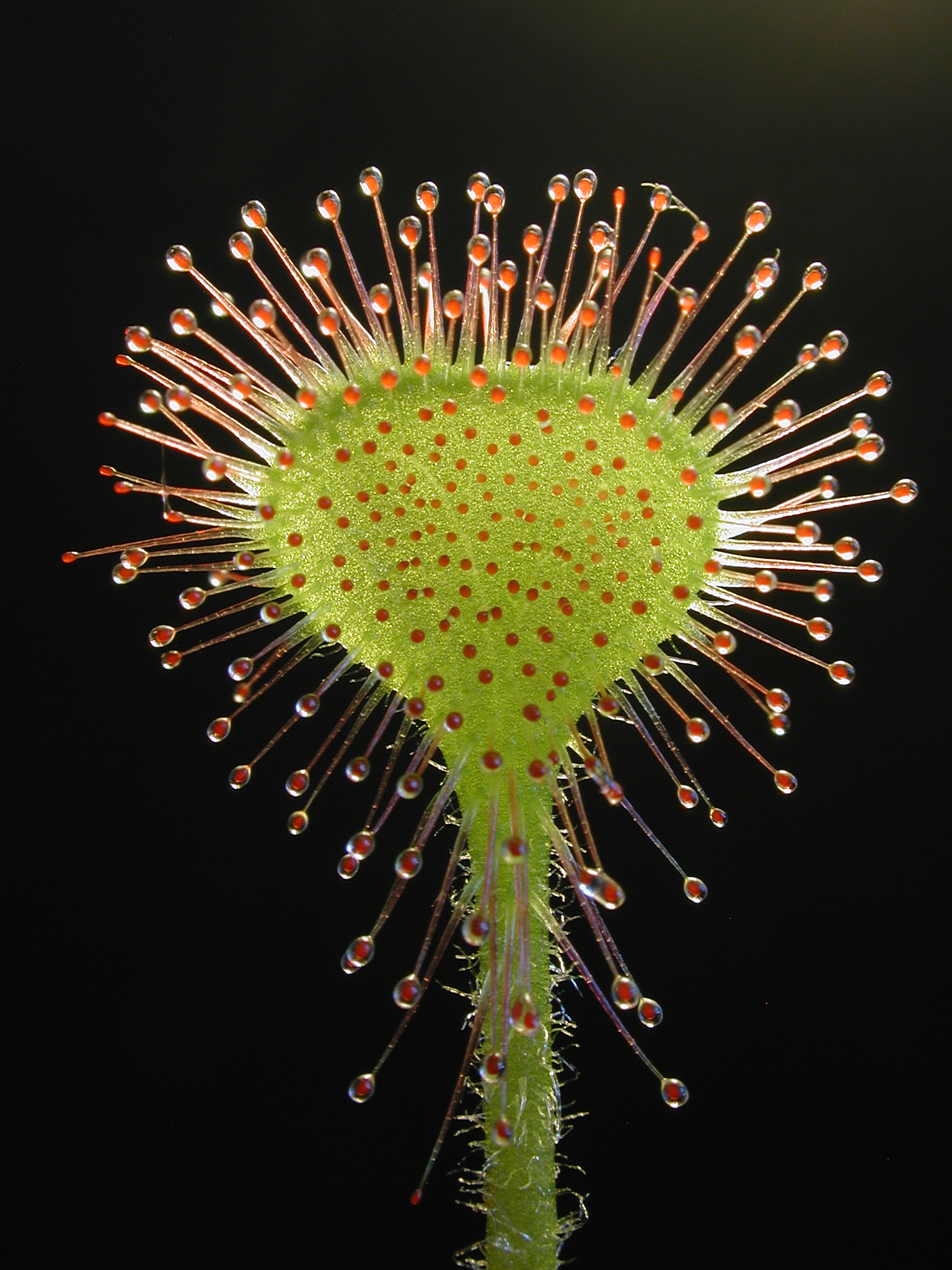
Blatt des Rundblättrigen Sonnentaus (Drosera rotundifolia)

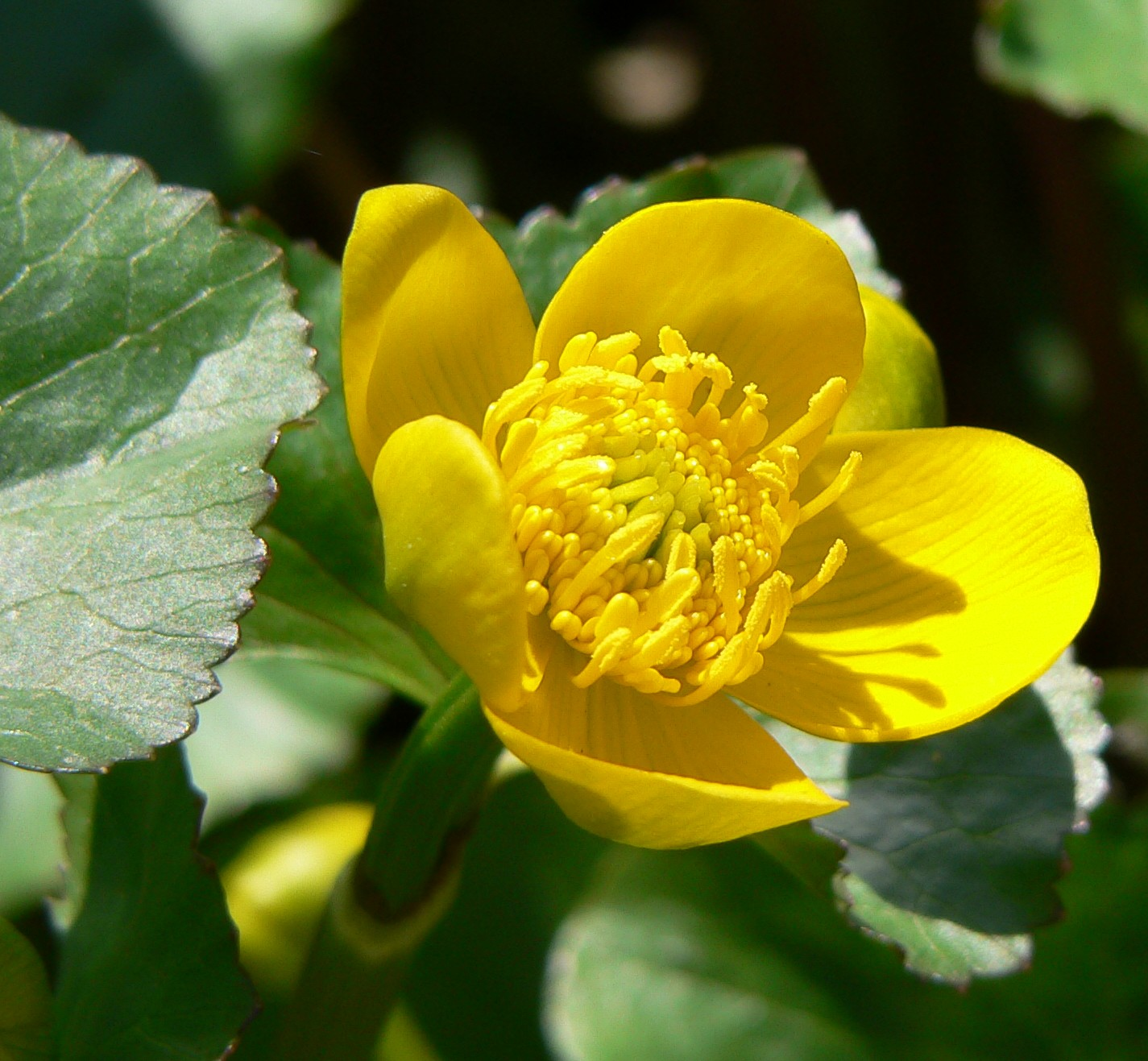
Blüte der Sumpfdotterblume (Caltha palustris)

Das Naturschutzgebiet Fettseemoor bei Neuehütte war ursprünglich ein Binneneinzugsgebiet mit einer Moormächtigkeit von 17 Metern. 1844 und 1882/83 wurden Gräben zur Entwässerung und Torfgewinnung angelegt, Teile des mesotrophen Moores wurden bis in die 1950er Jahre genutzt. Nach der Trockenlegung und der großflächigen Vererdung der Böden etablierten sich im ehemals gehölzfreien Moor Grau-Weidengebüsche und größere Bestände aus Kiefern und Birken. Schutzmaßnahmen führen seit 1987 zu einer Wiedervernässung. Die Wasser gelangen heute über einen Graben in die Ragöse. Aufgrund der neu entstandenen Wasserflächen hat sich im Fettseemoor in den 1990er Jahren eine Biberpopulation „neu angesiedelt und die Wiedervernässung dahingehend optimiert, dass sie im Abstrombereich des Stauwerks einen zusätzlichen Stau installierte.“ Die Verordnung vom 12. September 1990 gibt für das Naturschutzgebiet als Schutzzweck an: „Erhaltung von Lebensstätten bedrohter Tier- und Pflanzenarten in einem funktionsfähigen mesotrophen Moorkomplex.“

### Flora
Der weitgehend naturbelassene Bach und seine Ufer sind in vielen Abschnitten von Schilf bewachsen. Ins Auge fallen die rötlichen Tentakel an den Fangblättern des Rundblättrigen Sonnentaus. Die Rote Liste Brandenburgs führt die Blume des Jahres 1992 unter der Vorwarnstufe. In den Moorgebieten finden sich Sumpfpflanzen, feuchtigkeitsliebende Pflanzen und Krautpflanzen wie die Sumpfdotterblume (Caltha palustris), das Wiesen-Schaumkraut (Cardamine pratensis) oder der Blutweiderich (Lythrum salicaria). Der Forst Chorin, den das Fließ im oberen Teil durchläuft, ist von Buchenwäldern geprägt. Mischwälder aus Eichen und verschiedenen Nadelbaumarten ergänzen die natürlichen Buchenbestände. In den Krautschichten der Wälder blühen im Frühjahr ausgedehnte weiße Rasenteppiche aus Buschwindröschen (Anemone nemorosa). Da Schutzgebiete wie das Plagefenn nicht beweidet werden dürfen, bekamen die Gemeinden in der Mönchsheide Ausgleichsflächen, die nach Rodungen zu einer völligen Ausrottung der Eichen auf dem Mönchsheider Sander führten. Die Landschaft im Endmoränenbogen Chorin ist gekennzeichnet durch eine intensive Forstwirtschaft. Im 1200 Hektar umfassenden Choriner Forst werden Rückepferde zum Holztransport eingesetzt, um den Waldboden zu schonen.

### Fauna
Die Schilfabschnitte der Ragöse bieten einer vielfältigen Lebensgemeinschaft aus Weichtieren (beispielsweise Sumpfdeckelschnecken, Posthornschnecken), Insekten (beispielsweise Zuckmücken, Libellen), Amphibien, Reptilien, und Vögeln (beispielsweise Schilfrohrsänger (Acrocephalus schoenobaenus)) eine Heimat.

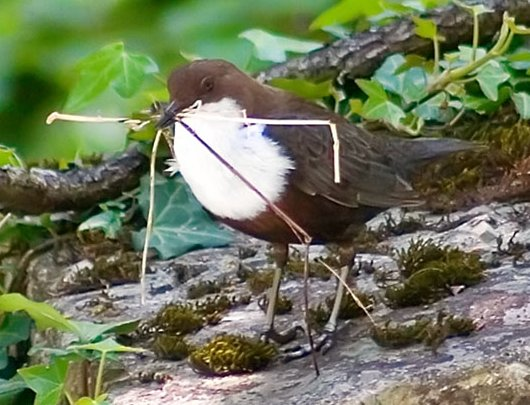
Wasseramsel (Cinclus cinclus), in Brandenburg „vom Aussterben bedroht“

Das einzige Brutpaar einer Wasseramsel (Cinclus cinclus), das in den letzten Jahrzehnten bis 1997 in Brandenburg nachgewiesen werden konnte, brütete 1966 an der Ragöse. Den seltenen, aber regelmäßigen Durchzügler und Überwinterer führt die Rote Liste des Bundeslandes unter dem Status vom Aussterben bedroht. In den weiten Wäldern sind unter anderem Habicht (Accipiter gentilis), Sperber (Accipiter nisus), Schwarzspecht (Dryocopus martius), Zaunkönig (Troglodytes troglodytes) und Rotkehlchen (Erithacus rubecula) zu Hause.
Rot- und Rehwild durchstreifen den Forst Chorin und die Mönchsheide. Im Unterholz finden Schwarz- und Niederwild Deckung. Nach den Rodungen der Mönchsheide gingen die Bestandszahlen stark zurück und werden für die zweite Hälfte des 19. Jahrhunderts für das Rotwild mit 40 bis 50 Stück und das Rehwild mit 80 bis 120 Stück angegeben. Sauen waren damals nur Wechselwild. Seit den Schutzmaßnahmen des Biosphärenreservats haben sich die Bestände deutlich erholt. Schafherden und in Koppeln Ziegenherden beweiden die freien Flächen. Biber haben sich über das Fettseemoor hinaus auch im Mündungsbereich der Ragöse in den Finowkanal angesiedelt. An dieser Stelle leben ferner Fischotter, die zu den besten Schwimmern unter den Landraubtieren zählen.